# Điện Nam Đông
Điện Nam Đông là một phường thuộc thị xã Điện Bàn, tỉnh Quảng Nam, Việt Nam.

## Địa lý

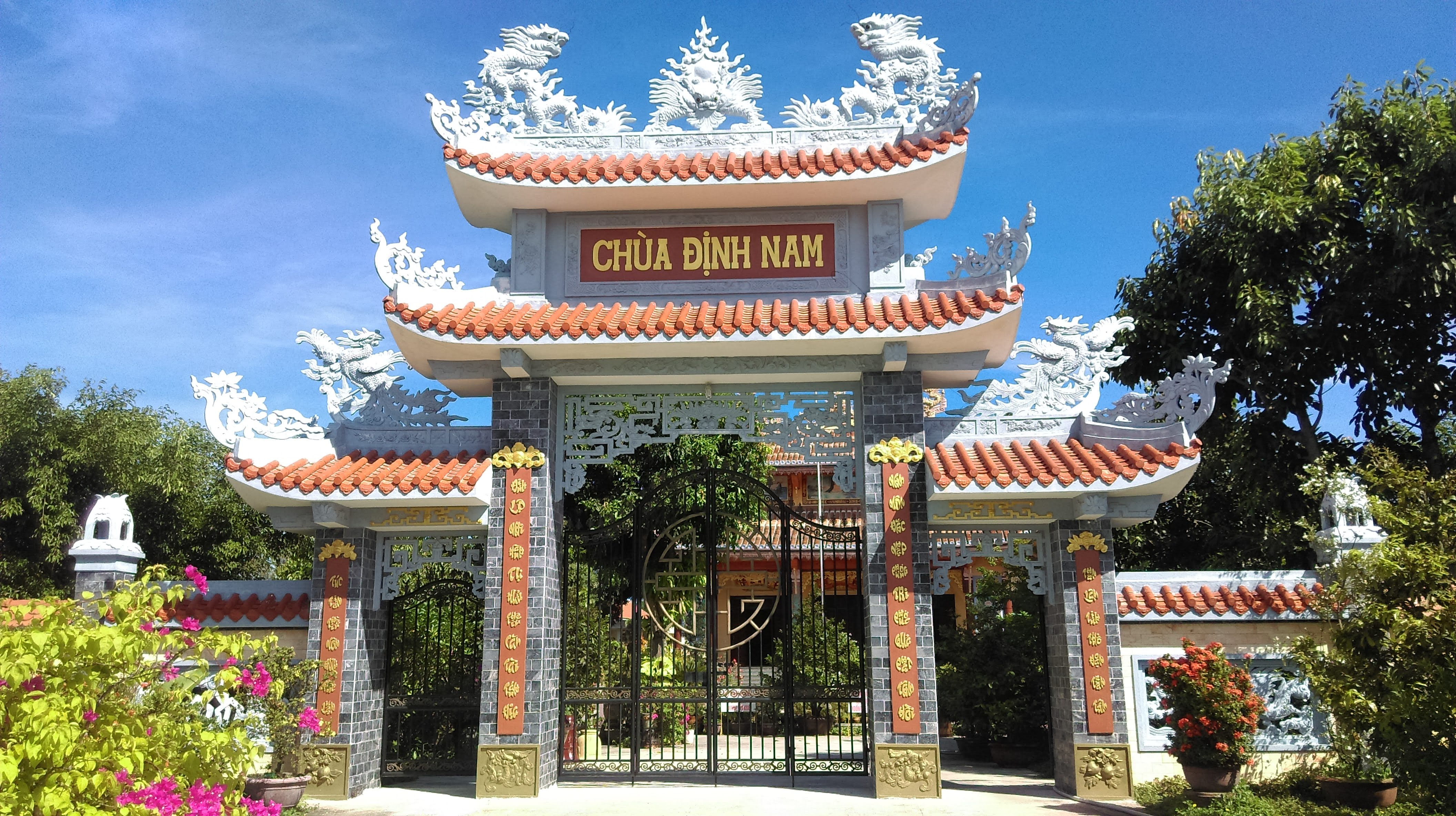
Chùa Định Nam

Phường Điện Nam Đông nằm ở phía đông thị xã Điện Bàn, có vị trí địa lý: 
- Phía đông giáp phường Điện Dương và thành phố Hội An
- Phía tây giáp phường Điện Minh
- Phía nam giáp phường Điện Phương
- Phía bắc giáp phường Điện Nam Trung.

Phường Điện Nam Đông có diện tích 8,80 km², dân số năm 2019 là 8.627 người, mật độ dân số đạt 980 người/km².

## Hành chính
Phường Điện Nam Đông được chia thành 4 khối phố: Cổ An Đông, Cổ An Tây, 7A, 7B.

## Lịch sử
Địa bàn phường Điện Nam Đông trước đây là một phần xã Điện Nam, huyện Điện Bàn.
Ngày 7 tháng 7 năm 2005, Chính phủ ban hành Nghị định 85/2005/NĐ-CP. Theo đó, chia xã Điện Nam thành 3 xã: Điện Nam Bắc, Điện Nam Trung và Điện Nam Đông.
Sau khi thành lập, xã Điện Nam Đông có 842,25 ha diện tích tự nhiên và 6.256 người.
Ngày 11 tháng 3 năm 2015, Ủy ban Thường vụ Quốc hội ban hành Nghị quyết 889/NQ-UBTVQH13. Theo đó, chuyển huyện Điện Bàn thành thị xã Điện Bàn và thành lập phường Điện Nam Đông trên cơ sở toàn bộ 879,98 ha diện tích tự nhiên, 8.879 người của xã Điện Nam Đông.